# Oratorio di Santa Croce (Siligo)
L'oratorio di Santa Croce è una chiesa di Siligo, costruita nel XVII secolo per la locale Confraternita dei Disciplinati (o della Santa Croce). Si trova sulla via principale, a pochi metri dalla parrocchiale di Santa Vittoria.
La chiesa è composta da un'aula voltata a crociera divisa in tre campate di uguali dimensioni, più il presbiterio, di dimensioni leggermente maggiori, al quale si aggiunge una piccola abside cupolata a semicatino. L'oratorio misura m. 21,20X6,40.
Al suo interno si trova un crocefisso adoperato per S'iscravamentu (ossia utilizzato nella settimana santa per il rito della Deposizione), scultura lignea policromata del XVII secolo, di ottima fattura.

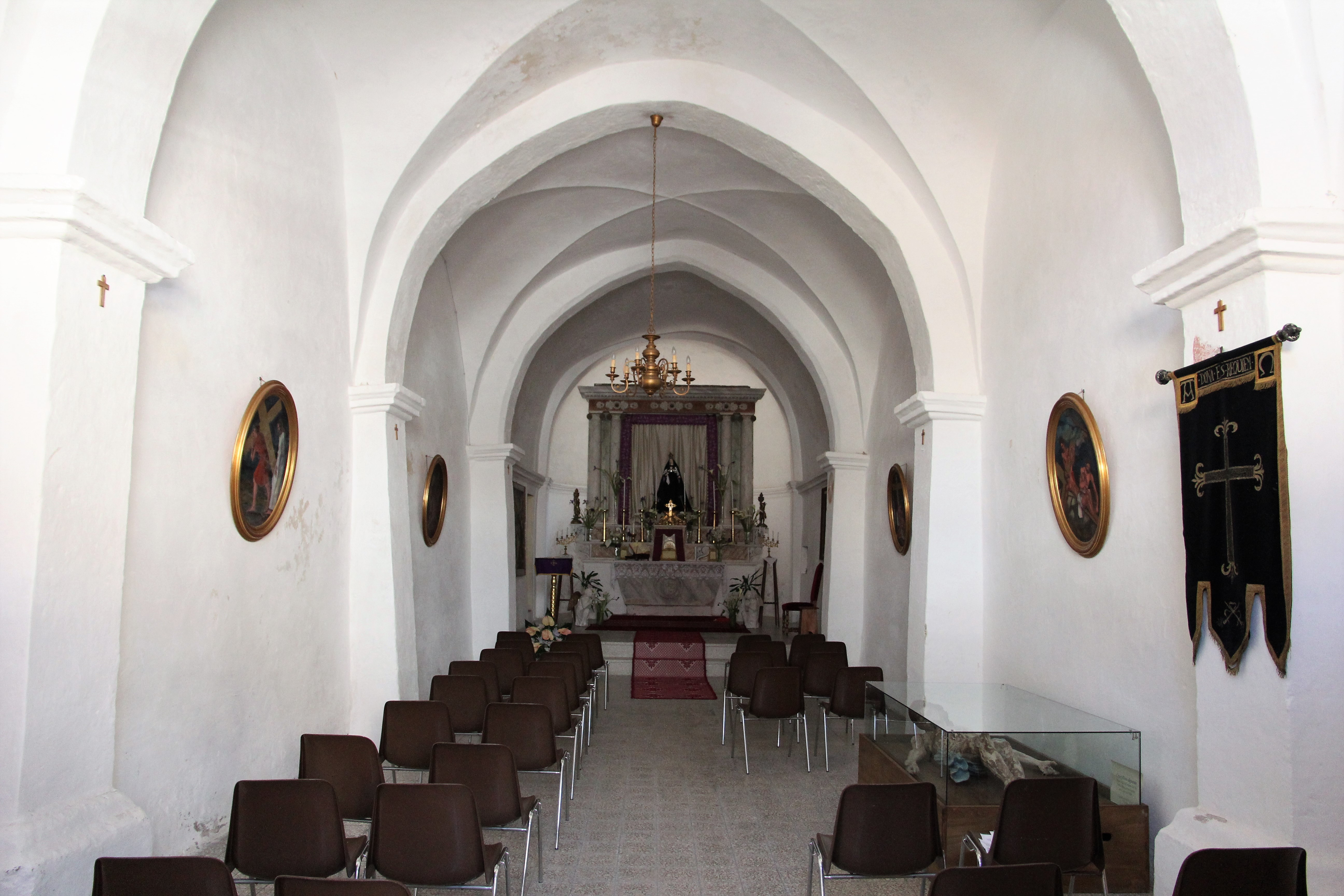
Interno